# کاترینا وانکوا
کاترینا وانکوا (زاده ۳۰ دسامبر 1989) یک تنیس باز حرفه ای سابق اهل چک است.
او ۱۵ عنوان یک‌نفره و ۱۴ عنوان دونفره را در پیست زنان ITF کسب کرده‌است. در ۲۰ آوریل ۲۰۱۵، او به بهترین رنکینگ تک نفره خود در شماره ۲۱۸ جهان رسید. در ۱۸ آوریل ۲۰۱۶، او در رده‌بندی دونفره WTA به رتبه ۱۹۲ رسید. وانکووا اولین حضور خود در تور WTA را در مسابقات آزاد پراگ ۲۰۱۵ انجام داد و در قرعه کشی دونفره با مارکتا وندروسووا شریک شد. این زوج بازی دور اول خود را مقابل کاترینا بوندارنکو و اوا هردینووا شکست دادند.